# Liste der denkmalgeschützten Objekte in Rastenfeld
Die Liste der denkmalgeschützten Objekte in Rastenfeld enthält die 17 denkmalgeschützten, unbeweglichen Objekte der Gemeinde Rastenfeld.

## Denkmäler
| Foto |                 | Denkmal                                                                                      | Standort                                                | Beschreibung | Metadaten |
| ---- | --------------- | -------------------------------------------------------------------------------------------- | ------------------------------------------------------- | --- | --- |
| ja   | Datei hochladen | Ortskapelle HERIS-ID: 50184 Objekt-ID: 54900                                                 | neben Marbach im Felde 49 Standort KG: Marbach im Felde | Die 1848 errichtete Ortskapelle von Marbach im Felde, ein schlichter Rechteckbau mit Giebel, hölzernem Dachreiter und flacher Apsis, wurde 1922 und 1984 aufwendig renoviert. Zur Ausstattung zählen ein Altar, ein Säulenretabel und Dreifaltigkeitsfiguren aus dem frühen 19. Jahrhundert, ein Kruzifix aus dem 19. Jahrhundert sowie eine Herz-Jesu-Figur und eine Figur der Maria Immaculata des späten 19. Jahrhunderts. | BDA-Hist.: Q38038663 Status: § 2a Stand der BDA-Liste: 2025-06-30 Name: Ortskapelle GstNr.: .42                                                                                |
| ja   | Datei hochladen | ehem. Gutshof des Schlosses Rastenberg HERIS-ID: 34677 Objekt-ID: 33025                      | Niedergrünbach 1 Standort KG: Niedergrünbach            | Der ehemalige Meierhof des Schlosses stammt im Kern aus dem 16./17. Jahrhundert und verfügt über mehrere kreuzgratgewölbte Räume. | BDA-Hist.: Q37959500 Status: Bescheid Stand der BDA-Liste: 2025-06-30 Name: ehem. Gutshof des Schlosses Rastenberg GstNr.: .3                                                  |
| ja   | Datei hochladen | Kath. Pfarrkirche hll. Philippus und Jakobus sowie Kirchhof HERIS-ID: 50313 Objekt-ID: 55151 | neben Niedergrünbach 6 Standort KG: Niedergrünbach      | Die Pfarrkirche Hll. Philippus und Jacobus am östlichen Ortsrand von Niedergrünbach ist ein barocker Saalbau mit Südturm, errichtet im Jahre 1739. Das Langhaus ist an der Westseite durch Pilaster mit profiliertem Kranzgesims gegliedert. Das Tor verfügt über einen Rundgiebel und in der Giebelmauer ist eine halbrunde Nische zu sehen. Darüber ist ein kleines ovales Fenster angebracht. Die Fenster an Langhaus, Chor und Apsis sind rundbogig. Der quadratische Turm südlich des Chores ist durch Gesimse in drei Geschoße gegliedert und hat im dritten Geschoß rechteckige Schallfenster. Südlich des Langhauses ist eine Vorhalle angebaut. | BDA-Hist.: Q38039329 Status: § 2a Stand der BDA-Liste: 2025-06-30 Name: Kath. Pfarrkirche hll. Philippus und Jakobus sowie Kirchhof GstNr.: .39, 60 Pfarrkirche Niedergrünbach |
| ja   | Datei hochladen | Pfarrhof HERIS-ID: 50312 Objekt-ID: 55150                                                    | Niedergrünbach 19 Standort KG: Niedergrünbach           | Der im 18. Jahrhundert errichtete Pfarrhof von Niedergrünbach ist ein zweigeschoßiger Bau mit Ortsteinquaderung und Schopfwalmdach. An der Schmalseite sind in einer Nische Figuren von Maria mit Johannes dem Täufer und Johannes dem Evangelisten zu sehen. An der Längsseite befindet sich über der Tür das Wappen der Familie Lemberg. Innen gibt es Räume mit Stuckdecken des 18. und des frühen 19. Jahrhunderts. | BDA-Hist.: Q38039320 Status: § 2a Stand der BDA-Liste: 2025-06-30 Name: Pfarrhof GstNr.: .21                                                                                   |
| ja   | Datei hochladen | Ortskapelle hl. Anna HERIS-ID: 50389 Objekt-ID: 55312                                        | Peygarten-Ottenstein 59 Standort KG: Peygarten          | Die Ortskapelle hl. Anna ist ein schlichter, flach gedeckter Bau von 1899 mit eingezogener Rundapsis. Der vorgestellte Turm mit Pyramidendach wurde 1925 erneuert. Zur Ausstattung zählen ein neugotischer Altar mit Statuen der hll. Joachim und Anna, Statuen der hll. Petrus und Paulus sowie ein barockes Reliquienkästchen. | BDA-Hist.: Q38039885 Status: § 2a Stand der BDA-Liste: 2025-06-30 Name: Ortskapelle hl. Anna GstNr.: .17 Ortskapelle Peygarten                                                 |
| ja   | Datei hochladen | Burg Rastenberg HERIS-ID: 34857 Objekt-ID: 33296                                             | Rastenberg 1 Standort KG: Rastenberg                    | Die Burg Rastenberg, weithin sichtbar auf einem Bergkegel gelegen, wurde 1204 erstmals urkundlich erwähnt. Die langgezogene, schmale, geschlossene Anlage hat zwei kleine Höfe. Durch die in verschiedenen Höhen gestaffelten, hohen Baukuben mit Walmdächern und einem in der Mitte der Anlage dominierenden Bergfried zeigt sie eine mehrteilige Silhouettenwirkung. | BDA-Hist.: Q37960530 Status: Bescheid Stand der BDA-Liste: 2025-06-30 Name: Burg Rastenberg GstNr.: .23 Burg Rastenberg                                                        |
| ja   | Datei hochladen | Ortskapelle Rastenberg HERIS-ID: 247895seit 2023                                             | bei Rastenberg 9 Standort KG: Rastenberg                | Die kleine Kapelle mit vorgestelltem Türmchen und unbekanntem Alter ist vollständig aus Holz errichtet und ihr Dach mit Holzschindeln gedeckt. Schwer baufällig wurde sie 1971 grundlegend saniert. Im Inneren befindet sich ein einfacher Marienaltar, flankiert von einem Christusbild auf der linken und einem Madonnenbild auf der rechten Seite. Im Turm befindet sich eine 1923 geweihte Stahlglocke. Die ursprüngliche Glocke aus dem Jahr 1757 musste im 1. Weltkrieg für die Waffenproduktion abgeliefert werden. | BDA-Hist.: Q119231393 Status: Bescheid Stand der BDA-Liste: 2025-06-30 Name: Ortskapelle Rastenberg GstNr.: 319/1, 418                                                         |
| ja   | Datei hochladen | ehem. Herrenhaus HERIS-ID: 46266 Objekt-ID: 47997                                            | Rastenfeld 14 Standort KG: Rastenfeld                   | Das Haus Nummer 14 hat eine stichkappengewölbte Einfahrt des späten 16. Jahrhunderts und ein Holztor aus der Zeit um 1820/1830. | BDA-Hist.: Q38020268 Status: Bescheid Stand der BDA-Liste: 2025-06-30 Name: ehem. Herrenhaus GstNr.: .16                                                                       |
| ja   | Datei hochladen | Figurenbildstock hl. Florian HERIS-ID: 76891 Objekt-ID: 90489                                | vor Rastenfeld 15 Standort KG: Rastenfeld               | Auf einem klassizistischen Sockel mit der sekundären Inschrift „1803“ steht eine Terrakottafigur des hl. Florian. | BDA-Hist.: Q38146588 Status: § 2a Stand der BDA-Liste: 2025-06-30 Name: Figurenbildstock hl. Florian GstNr.: 2341/14                                                           |
| ja   | Datei hochladen | Pranger HERIS-ID: 56419 Objekt-ID: 65872                                                     | gegenüber Rastenfeld 15 Standort KG: Rastenfeld         | Die im 17. Jahrhundert angefertigte pyramidenbekrönte Prangersäule von Rastenfeld erhebt sich auf einem mit 1783 bezeichneten Sockel. | BDA-Hist.: Q38072088 Status: § 2a Stand der BDA-Liste: 2025-06-30 Name: Pranger GstNr.: 2341/14                                                                                |
| ja   | Datei hochladen | Gasthof Huber HERIS-ID: 46268 Objekt-ID: 47999                                               | Rastenfeld 16 Standort KG: Rastenfeld                   | Der Gasthof Huber hat eine stichkappengewölbte Einfahrt und eine Fassade in barocken Formen. | BDA-Hist.: Q38020278 Status: Bescheid Stand der BDA-Liste: 2025-06-30 Name: Gasthof Huber GstNr.: 104                                                                          |
| ja   | Datei hochladen | Ehem. Gerichtshaus HERIS-ID: 58081 Objekt-ID: 68530                                          | Rastenfeld 51 Standort KG: Rastenfeld                   | Das ehemalige Gerichtshaus in Rastenfeld verfügt über eine kreuzgratgewölbte Durchfahrt sowie an der Hofseite im Obergeschoß über Reste von Sgraffitomalereien. | BDA-Hist.: Q38080399 Status: Bescheid Stand der BDA-Liste: 2025-06-30 Name: Ehem. Gerichtshaus GstNr.: .55                                                                     |
| ja   | Datei hochladen | Kulturhaus HERIS-ID: 50453 Objekt-ID: 55452                                                  | Rastenfeld 53 Standort KG: Rastenfeld                   | | BDA-Hist.: Q38040189 Status: § 2a Stand der BDA-Liste: 2025-06-30 Name: Kulturhaus GstNr.: .58                                                                                 |
| ja   | Datei hochladen | Kath. Pfarrkirche Mariae Himmelfahrt HERIS-ID: 50455 Objekt-ID: 55454                        | neben Rastenfeld 53 Standort KG: Rastenfeld             | Die südlich des Hauptplatzes von Rastenfeld gelegene Pfarrkirche Mariä Himmelfahrt war ursprünglich vermutlich als dreischiffige Basilika konzipiert. Sie hat heute ein zweischiffiges, im Kern romanisches Langhaus mit romanischer Südkapelle, einen gotischen Chor und an der Westseite einen gedrungen Turmaufsatz. | BDA-Hist.: Q38040202 Status: § 2a Stand der BDA-Liste: 2025-06-30 Name: Kath. Pfarrkirche Mariae Himmelfahrt GstNr.: .59 Pfarrkirche Rastenfeld                                |
| ja   | Datei hochladen | Bildstock HERIS-ID: 77109 Objekt-ID: 90714                                                   | Standort KG: Rastenfeld                                 | Der verputzte und weiß-beige getünchte, im 17. oder 18. Jahrhundert aus Gneis gefertigte Bildstock bei Haus 120 verfügt über einen würfelförmigen Sockel, einen wuchtigen achtseitigen Pfeiler und ein nach einer Seite geöffnetes Tabernakel, das von einem übergangslos aufgesetzten Steindach mit Eisenkreuz bekrönt wird. In der Nische befindet sich ein Hinterglasbild mit Kreuzigungsgruppe. | BDA-Hist.: Q38148528 Status: § 2a Stand der BDA-Liste: 2025-06-30 Name: Bildstock GstNr.: 2330/1                                                                               |
| ja   | Datei hochladen | Bildstock HERIS-ID: 76897 Objekt-ID: 90495                                                   | Standort KG: Rastenberg                                 | Nördlich von Rastenberg steht ein abgefaster Pfeiler aus dem frühen 16. Jahrhundert mit Tabernakelaufsatz und Steinpyramide. | BDA-Hist.: Q38146635 Status: § 2a Stand der BDA-Liste: 2025-06-30 Name: Bildstock GstNr.: 98/2                                                                                 |
| ja   | Datei hochladen | Burganlage Ottenstein HERIS-ID: 111206 Objekt-ID: 128995                                     | Ottenstein 1, 2, 3, 4 Standort KG: Zierings             | Die Burg Ottenstein ist eine vierteilige, einheitlich wirkende, im Kern romanische Burganlage, die sich hoch über dem Kamp auf einem steilen Granitfelsen am östlichen Ende des Ottensteiner Stausees erhebt. Sie war einst ein bedeutendes Glied im Wehrgürtel der 1156 vergrößerten Ostmark gegen die Böhmen. | BDA-Hist.: Q681816 Status: Bescheid Stand der BDA-Liste: 2025-06-30 Name: Burganlage Ottenstein GstNr.: 1, 2, 3, 7/6, 44/3, .1, .2, .39 Burg Ottenstein                        |